# Carlos Curbelo
Carlos Curbelo (San José de Mayo, 28 d'abril de 1954) és un exfutbolista internacional francès d'origen uruguaià.
Va jugar dos partits amb la selecció de futbol de França i també a la lliga francesa, més concretament als equips AS Nancy i l'OGC Nice. És el pare del jugador francès de l'AS Nancy, Gaston Curbelo.